# Юэл Ки
Сэмьюэл Уиттелл Ки (англ. Samuel Whittell Key; 20 сентября 1874 — 29 января 1948), известный под псевдонимом Юэл Ки (англ. Uel Key) — английский писатель, автор рассказов о профессоре Арнольде Раймере, специалисте по призракам. Первоначально рассказы публиковались в Pearson's Magazine в 1917 и 1918 годах, а затем были выпущены в сборнике The Broken Fang and Other Experiences of a Specialist in Spooks ( 1920 ).  Роман о профессоре Раймере, озаглавленный The Yellow Death, был опубликован в 1921 году.

## Биография
Родился в Йоркшире в семье Сэмьюэла Ки и Бланш Лефрой Уиттелл. Учился в Хейлибери-колледже и Уэстминстер-колледже, затем в 1892 году поступил в Колледж Святого Иоанна Кембриджского университета. В 1895 году перевёлся в Колледж Святой Екатерины, который окончил в 1898 году со степенью бакалавра искусств. В 1901 году получил там же степень магистра искусств.
В 1899 году начал службу в качестве дьякона в Норвиче, с 1901 года — в чине священника. Затем сменил несколько приходов, служил в до 1902 года в Норфолке, затем до 1903 года в Кенте, до 1905 — в церкви Ли. С 1905 по 1910 годы был викарием Клитера, графство Камберленд, затем с 1910 по 1922 — викарием церкви Всех Святых в Ипсуиче.
В период Первой мировой войны был призван в Британскую армию в качестве капеллана.
В 1922 году назначен ректором церкви Грейт-Блакенема в Суффолке, оставаясь в должности до 1928 года. В 1928 году получил должность викария в Фулфорде, графство Йоркшир, где и служил до самой смерти.

### Личная жизнь
В 1899 году женился на Кэтрин Хильде Брауни (1874—1967) из Честертона, графство Кембриджшир. В браке родились двое сыновей и дочь.

## Профессор Арнольд Раймер
Постоянный герой произведений Юэла Ки, профессор Арнольд Раймер (англ. Arnold Rhymer), английский врач и лектор, тесно сотрудничает со Скотланд-Ярдом при расследовании случаев, связанных с необычными, странными или экзотическими явлениями.  Он описан как высокий, худой, ловкий и молодой человек. Раймер — охотник за привидениями, который, чтобы победить сверхъестественных противников, полагается на свой разум и дедукцию, аналогично Шерлоку Холмсу.